# Công nghệ sinh học

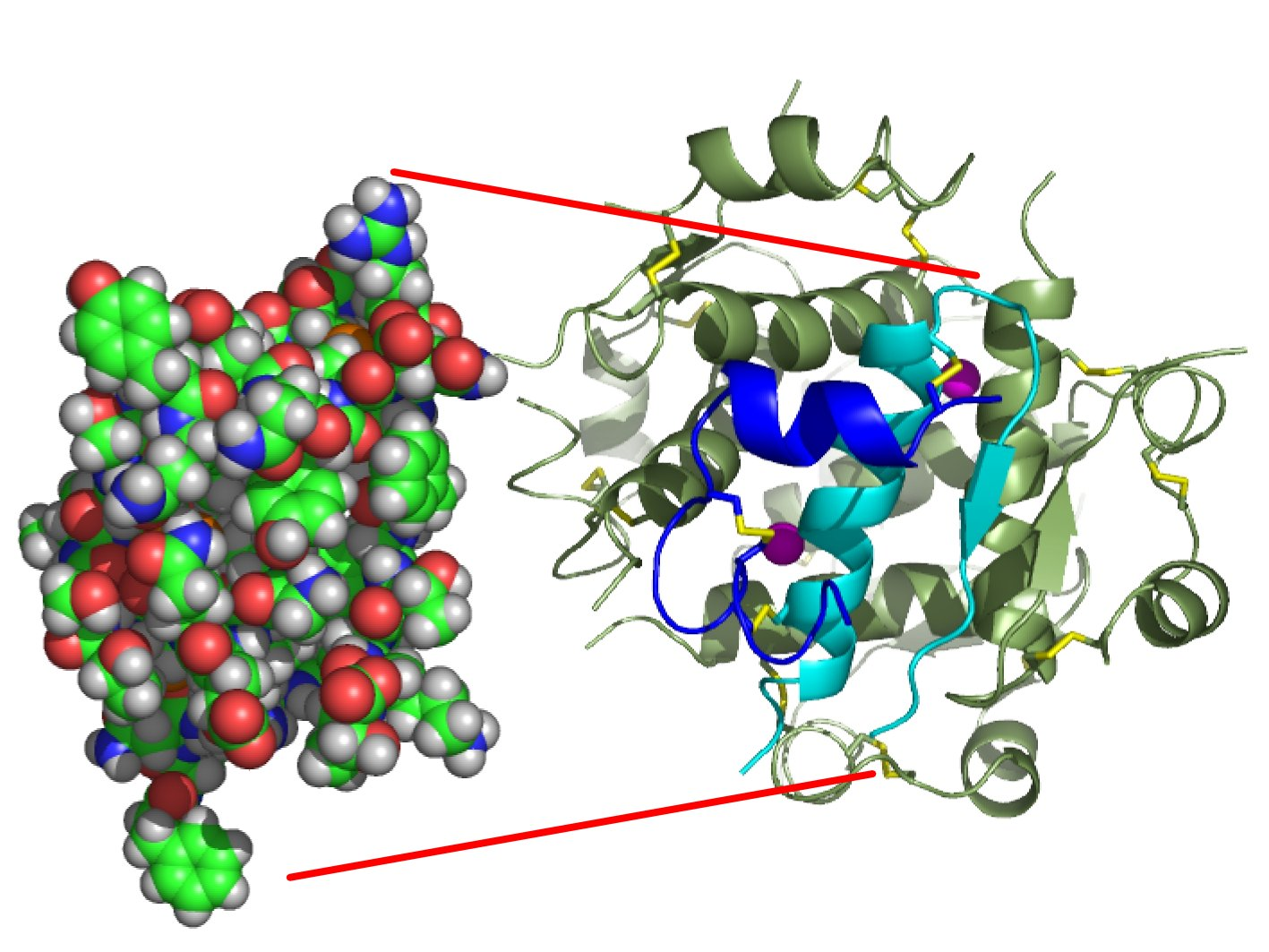
Cấu trúc của insulin.

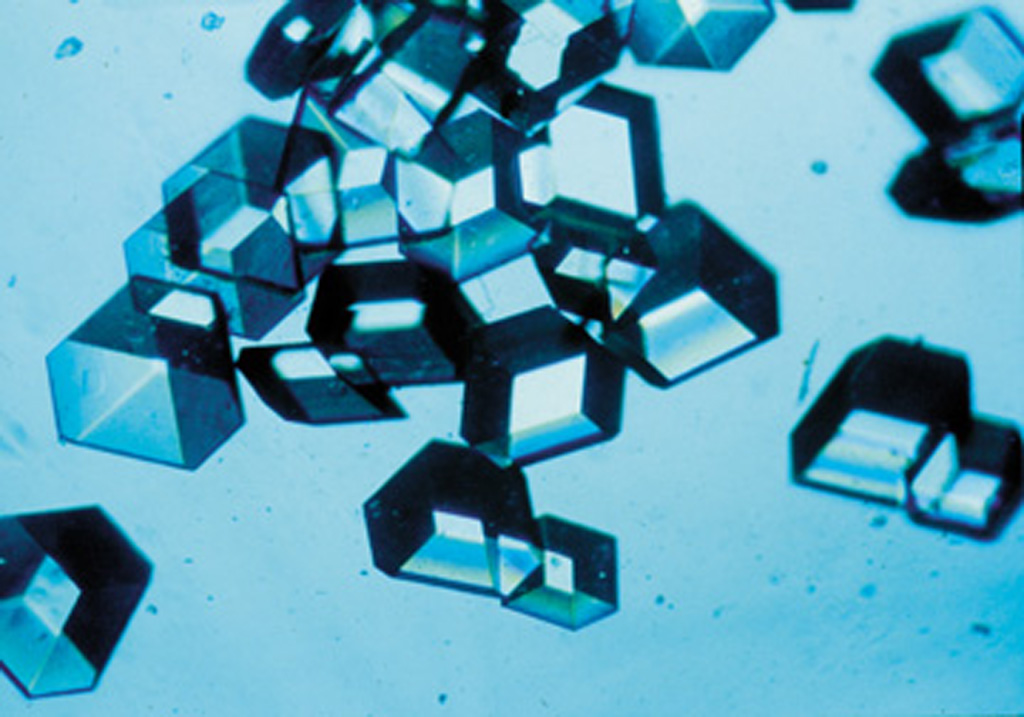
Tinh thể insulin

Công nghệ sinh học là một lĩnh vực sinh học rộng lớn, liên quan đến việc sử dụng các hệ thống sống và sinh vật để phát triển hoặc tạo ra các sản phẩm. Tùy thuộc vào các công cụ và ứng dụng, nó thường trùng lặp với các lĩnh vực khoa học liên quan. Vào cuối thế kỷ 20 và đầu thế kỷ 21, công nghệ sinh học đã mở rộng để bao gồm các ngành khoa học mới và đa dạng, như genomics, kỹ thuật gen tái tổ hợp, miễn dịch học, và phát triển các liệu pháp dược phẩm và xét nghiệm chẩn đoán. Thuật ngữ "Công nghệ sinh học" lần đầu tiên được sử dụng bởi "Karl Ereky" vào năm 1919, có nghĩa là sản xuất các sản phẩm từ nguyên liệu thô với sự trợ giúp của các sinh vật sống.

## Định nghĩa

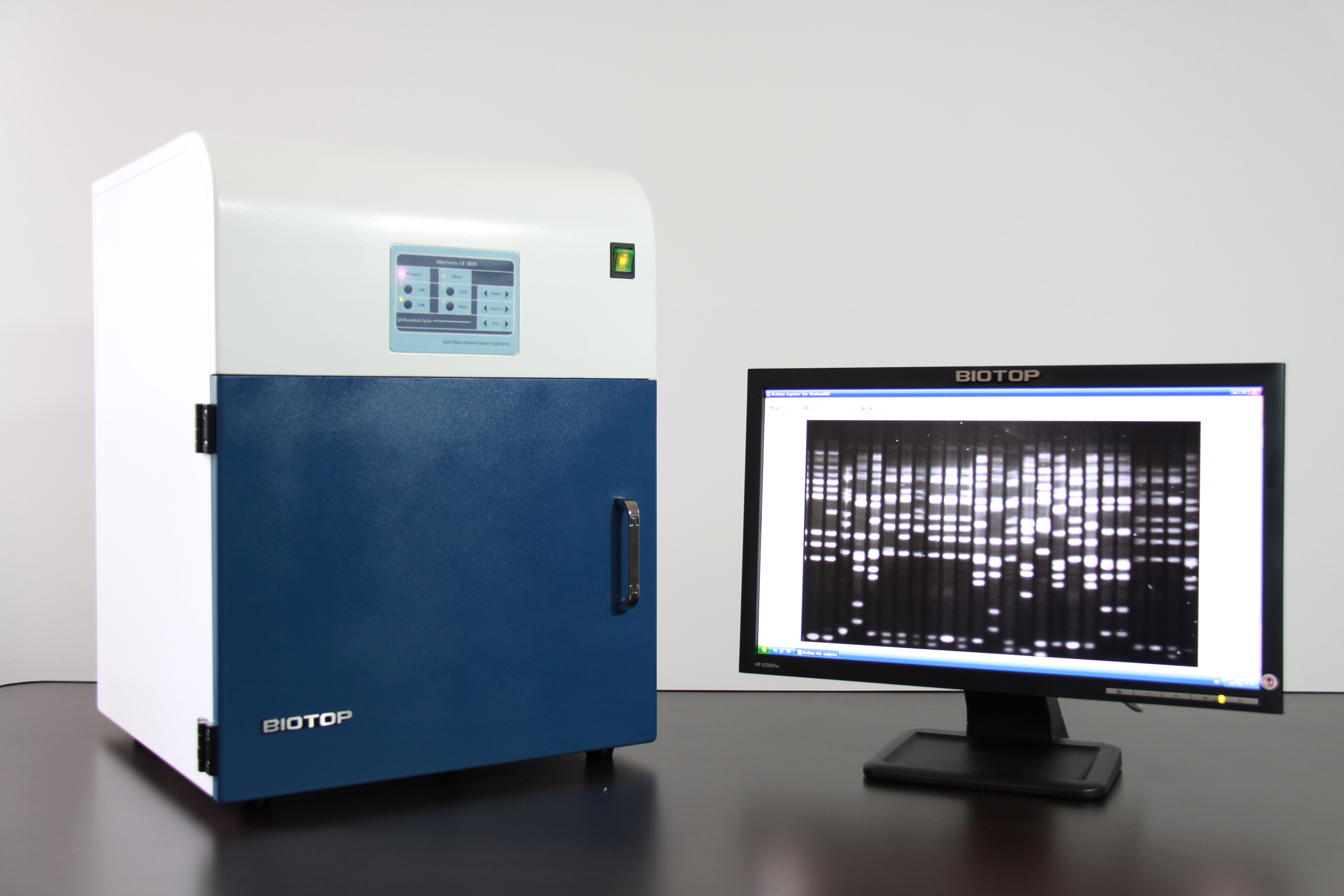
A Gel Documentation System with computer monitor

Khái niệm rộng rãi về "công nghệ sinh học" bao gồm một loạt các quy trình sửa đổi sinh vật sống theo mục đích của con người, quay trở lại thuần hóa động vật, trồng trọt và "cải tiến" thông qua các chương trình nhân giống sử dụng nhân tạo chọn lọc và lai tạo. Sử dụng hiện đại cũng bao gồm kỹ thuật di truyền cũng như công nghệ nuôi cấy tế bào và mô. Hiệp hội Hóa học Mỹ định nghĩa công nghệ sinh học là ứng dụng của các sinh vật, hệ thống hoặc quy trình của các ngành công nghiệp khác nhau để tìm hiểu về khoa học sự sống và cải thiện giá trị của vật liệu và sinh vật như dược phẩm, cây trồng và vật nuôi. Theo Liên đoàn Công nghệ sinh học châu Âu, công nghệ sinh học là sự tích hợp của khoa học tự nhiên và sinh vật, tế bào, các bộ phận của chúng và các chất tương tự phân tử cho các sản phẩm và dịch vụ. Công nghệ sinh học dựa trên các ngành khoa học sinh học cơ bản (ví dụ sinh học phân tử, sinh hóa, sinh học tế bào, phôi học, di truyền học, vi sinh học) và ngược lại cung cấp các phương pháp để hỗ trợ và thực hiện nghiên cứu cơ bản trong sinh học.
Công nghệ sinh học là nghiên cứu và phát triển trong phòng thí nghiệm sử dụng tin sinh học cho thăm dò, khai thác, khai thác và sản xuất từ bất kỳ sinh vật sống và bất kỳ nguồn sinh khối bằng phương pháp kỹ thuật sinh hóa nơi các sản phẩm giá trị gia tăng cao có thể được quy hoạch (sao chép bằng cách sinh tổng hợp, ví dụ), dự báo, xây dựng, phát triển, sản xuất và đưa ra thị trường cho mục đích hoạt động bền vững (để hoàn vốn từ đầu tư ban đầu không đáy vào R & D) và có được bằng sáng chế bền vững (cho quyền loại trừ bán hàng và trước đó để nhận quốc gia và sự chấp thuận quốc tế từ kết quả thí nghiệm trên động vật và thí nghiệm trên người, đặc biệt là trên ngành dược phẩm công nghệ sinh học để ngăn chặn mọi tác dụng phụ không được phát hiện hoặc mối lo ngại về an toàn bằng cách sử dụng các sản phẩm). Việc sử dụng các quá trình sinh học, sinh vật hoặc hệ thống để sản xuất các sản phẩm được dự đoán để cải thiện cuộc sống của con người được gọi là công nghệ sinh học.
Ngược lại, kỹ thuật sinh học thường được coi là một lĩnh vực liên quan, tập trung nhiều hơn vào các phương pháp tiếp cận hệ thống cao hơn (không nhất thiết là thay đổi hoặc sử dụng trực tiếp các vật liệu sinh học) để giao thoa và sử dụng các sinh vật sống. Bioengineering là ứng dụng của các nguyên tắc kỹ thuật và khoa học tự nhiên cho các mô, tế bào và phân tử. Đây có thể được coi là việc sử dụng kiến thức từ làm việc và thao tác sinh học để đạt được kết quả có thể cải thiện các chức năng ở thực vật và động vật. Liên quan, kỹ thuật y sinh là một lĩnh vực chồng chéo, thường dựa trên và áp dụng công nghệ sinh học (theo nhiều định nghĩa khác nhau), đặc biệt trong một số lĩnh vực phụ của kỹ thuật y sinh hoặc hóa học như kỹ thuật mô, kỹ thuật dược phẩm sinh học và kỹ thuật di truyền.

## Lịch sử

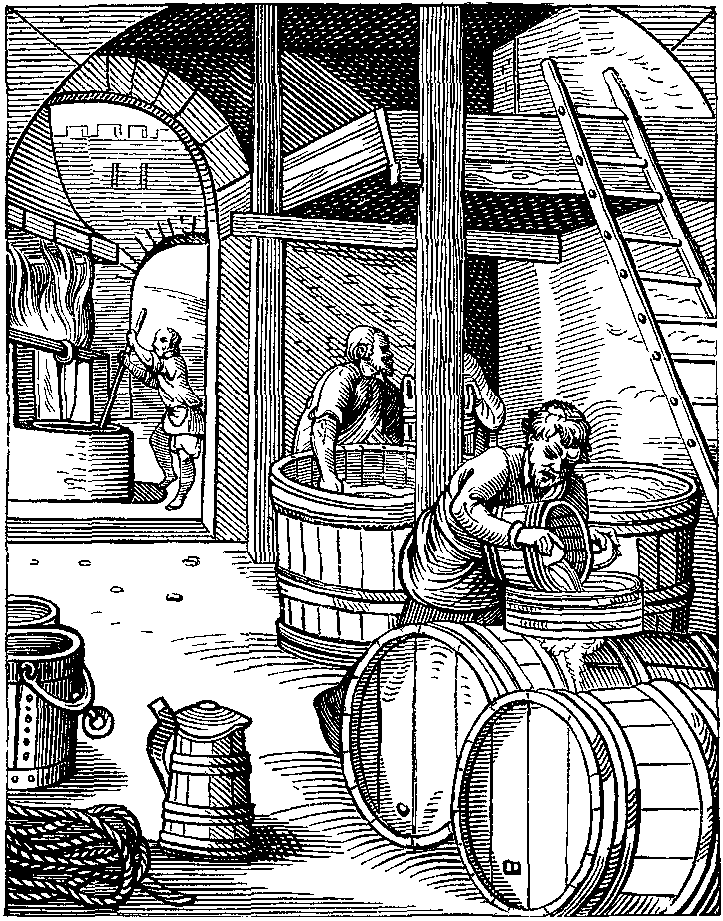
Sản xuất bia là một ứng dụng sớm của công nghệ sinh học

Mặc dù không phải là những gì đầu tiên xuất hiện trong thời kỳ đầu, nhiều hình thức nông nghiệp có nguồn gốc từ con người rõ ràng phù hợp với định nghĩa rộng "sử dụng một hệ thống công nghệ sinh học để tạo ra các sản phẩm". Thật vậy, việc trồng cây có thể được xem là doanh nghiệp công nghệ sinh học sớm nhất.
Nông nghiệp đã được lý thuyết hóa để trở thành phương thức sản xuất thực phẩm chủ đạo kể từ Cách mạng thời đại đồ đá mới. Thông qua công nghệ sinh học sớm, những người nông dân sớm nhất đã chọn và nhân giống các loại cây trồng phù hợp nhất, có năng suất cao nhất, để sản xuất đủ lương thực để hỗ trợ cho dân số ngày càng tăng. Khi cây trồng và cánh đồng ngày càng lớn và khó bảo trì, người ta đã phát hiện ra rằng các sinh vật cụ thể và các sản phẩm phụ của chúng có thể thụ tinh, phục hồi nitơ và kiểm soát sâu bệnh một cách hiệu quả. Trong suốt lịch sử nông nghiệp, nông dân đã vô tình thay đổi di truyền của cây trồng thông qua việc đưa chúng vào môi trường mới và nhân giống chúng với các loại cây khác - một trong những hình thức đầu tiên của công nghệ sinh học.
Các quá trình này cũng được bao gồm trong quá trình lên men bia sớm. Các quá trình này đã được giới thiệu ở Mesopotamia sớm, Ai Cập, Trung Quốc và Ấn Độ, và vẫn sử dụng các phương pháp sinh học cơ bản tương tự. Trong sản xuất bia, các loại hạt mạch nha (có chứa enzyme) chuyển đổi tinh bột từ ngũ cốc thành đường và sau đó thêm các loại men cụ thể để sản xuất bia. Trong quá trình này, carbohydrate trong các loại ngũ cốc đã phân hủy thành rượu, chẳng hạn như ethanol. Sau đó, các nền văn hóa khác đã tạo ra quá trình lên men axit lactic, nơi sản xuất các thực phẩm được bảo quản khác, chẳng hạn như nước tương. Lên men cũng được sử dụng trong thời gian này để sản xuất bánh men. Mặc dù quá trình lên men chưa được hiểu đầy đủ cho đến khi Louis Pasteur hoạt động vào năm 1857, đây vẫn là lần đầu tiên sử dụng công nghệ sinh học để chuyển đổi nguồn thực phẩm sang dạng khác.
Trước thời gian làm việc và cuộc sống của Charles Darwin, các nhà khoa học động vật và thực vật đã sử dụng nhân giống chọn lọc. Darwin đã thêm vào cơ thể công việc đó bằng những quan sát khoa học của mình về khả năng khoa học thay đổi loài. Những tài khoản này đã đóng góp cho lý thuyết chọn lọc tự nhiên của Darwin.
Trong hàng ngàn năm, con người đã sử dụng nhân giống chọn lọc để cải thiện sản xuất cây trồng và vật nuôi để sử dụng chúng làm thực phẩm. Trong chọn giống, các sinh vật có đặc điểm mong muốn được giao phối để tạo ra con cái có cùng đặc điểm. Ví dụ, kỹ thuật này đã được sử dụng với ngô để tạo ra những cây trồng lớn nhất và ngọt nhất.
Vào đầu thế kỷ XX, các nhà khoa học đã hiểu biết nhiều hơn về vi sinh và tìm hiểu các cách sản xuất các sản phẩm cụ thể. Năm 1917, Chaim Weizmann lần đầu tiên sử dụng nuôi cấy vi sinh tinh khiết trong quy trình công nghiệp, đó là sản xuất tinh bột ngô sử dụng Clostridium acetobutylicum, để sản xuất acetone, mà Vương quốc Anh rất cần để sản xuất thuốc nổ trong Thế chiến I. 
Công nghệ sinh học cũng đã dẫn đến sự phát triển của kháng sinh. Năm 1928, Alexander Fleming đã phát hiện ra nấm Penicillium. Công việc của ông đã dẫn đến việc tinh chế hợp chất kháng sinh được hình thành bởi nấm mốc bởi Howard Florey, Ernst Boris Chain và Norman Heatley - để tạo thành thứ mà ngày nay chúng ta gọi là penicillin. Năm 1940, penicillin đã có sẵn để sử dụng thuốc để điều trị nhiễm khuẩn ở người.
Lĩnh vực công nghệ sinh học hiện đại thường được cho là ra đời vào năm 1971 khi các thí nghiệm của Paul Berg (Stanford) trong ghép nối gen đã thành công sớm. Herbert W. Boyer (Đại học Calif. Tại San Francisco) và Stanley N. Cohen (Stanford) đã cải tiến đáng kể công nghệ mới vào năm 1972 bằng cách chuyển vật liệu di truyền thành vi khuẩn, do đó vật liệu nhập khẩu sẽ được sao chép. Khả năng thương mại của ngành công nghiệp công nghệ sinh học đã được mở rộng đáng kể vào ngày 16 tháng 6 năm 1980, khi Tòa án Tối cao Hoa Kỳ phán quyết rằng một vi sinh vật biến đổi gen có thể được cấp bằng sáng chế trong trường hợp Diamond v. Chakrabarty. Ananda Chakrabarty sinh ra ở Ấn Độ, làm việc cho General Electric, đã sửa đổi một loại vi khuẩn (thuộc chi Pseudomonas) có khả năng phá vỡ dầu thô, mà ông đề xuất sử dụng để xử lý sự cố tràn dầu. (Công việc của Chakrabarty không liên quan đến thao túng gen mà là chuyển toàn bộ bào quan giữa các chủng vi khuẩn Pseudomonas.
MOSFET (bóng bán dẫn hiệu ứng trường bán dẫn oxit kim loại) được phát minh bởi Mohamed M. Atalla và Dawon Kahng vào năm 1959. Hai năm sau, Leland C. Clark và Champ Lyons đã phát minh ra bộ cảm biến sinh học đầu tiên vào năm 1962. MOSFE Biosensor sau đó đã được phát triển, và chúng đã được sử dụng rộng rãi để đo các thông số vật lý, hóa học, sinh học và môi trường. BioFE đầu tiên là bóng bán dẫn hiệu ứng trường nhạy cảm với ion (ISFE), được phát minh bởi Piet Bergveld vào năm 1970. Nó là một loại MOSFET đặc biệt, trong đó cổng kim loại được thay thế bằng màng nhạy cảm với ion, dung dịch điện phân và điện cực tham chiếu. ISFE được sử dụng rộng rãi trong các ứng dụng y sinh, như phát hiện lai DNA, phát hiện dấu ấn sinh học từ máu, phát hiện kháng thể, đo glucose, cảm biến pH và công nghệ di truyền.
Vào giữa những năm 1980, các BioFE khác đã được phát triển, bao gồm cảm biến khí FET (GASFE), cảm biến áp suất FET (PRESSFE), bóng bán dẫn hiệu ứng trường hóa học (Hóa chất), ISFE tham chiếu (REFE), FET biến đổi enzyme (ENFE) và FET sửa đổi miễn dịch (IMFE). Đến đầu những năm 2000, các loại BioFE như bóng bán dẫn hiệu ứng trường DNA (DNAFE), FET biến đổi gen (GenFE) và BioFE tiềm năng tế bào (CPFE) đã được phát triển.
Một yếu tố ảnh hưởng đến thành công của ngành công nghệ sinh học là cải thiện luật quyền sở hữu trí tuệ và thực thi pháp luật trên toàn thế giới, cũng như tăng cường nhu cầu đối với các sản phẩm y tế và dược phẩm để đối phó với dân số Hoa Kỳ đang già hóa và ốm yếu.
Nhu cầu tăng đối với nhiên liệu sinh học dự kiến sẽ là tin tốt cho ngành công nghệ sinh học, với Bộ Năng lượng ước tính việc sử dụng ethanol có thể làm giảm mức tiêu thụ nhiên liệu có nguồn gốc từ dầu mỏ của Mỹ tới 30% vào năm 2030. Ngành công nghệ sinh học đã cho phép ngành công nghiệp nông nghiệp Hoa Kỳ tăng nhanh nguồn cung ngô và đậu nành. Đầu vào chính vào nhiên liệu sinh học bằng cách phát triển hạt giống biến đổi gen chống lại sâu bệnh và hạn hán. Bằng cách tăng năng suất trang trại, công nghệ sinh học thúc đẩy sản xuất nhiên liệu sinh học.

## Ứng dụng
Công nghệ sinh học có ứng dụng trong bốn lĩnh vực công nghiệp chính, bao gồm chăm sóc sức khỏe (y tế), sản xuất cây trồng và nông nghiệp, sử dụng phi thực phẩm (công nghiệp) của cây trồng và các sản phẩm khác (ví dụ như nhựa phân hủy sinh học, dầu thực vật, nhiên liệu sinh học) và sử dụng môi trường.
Ví dụ, một ứng dụng của công nghệ sinh học là sử dụng trực tiếp các vi sinh vật để sản xuất các sản phẩm hữu cơ (ví dụ bao gồm các sản phẩm bia và sữa). Một ví dụ khác là sử dụng vi khuẩn hiện diện tự nhiên bởi ngành công nghiệp khai thác trong nghiên cứu sinh học. Công nghệ sinh học cũng được sử dụng để tái chế, xử lý chất thải, làm sạch các vị trí bị ô nhiễm bởi các hoạt động công nghiệp (xử lý sinh học) và cũng để sản xuất vũ khí sinh học.
Một loạt các thuật ngữ dẫn xuất đã được đặt ra để xác định một số nhánh của công nghệ sinh học, ví dụ:

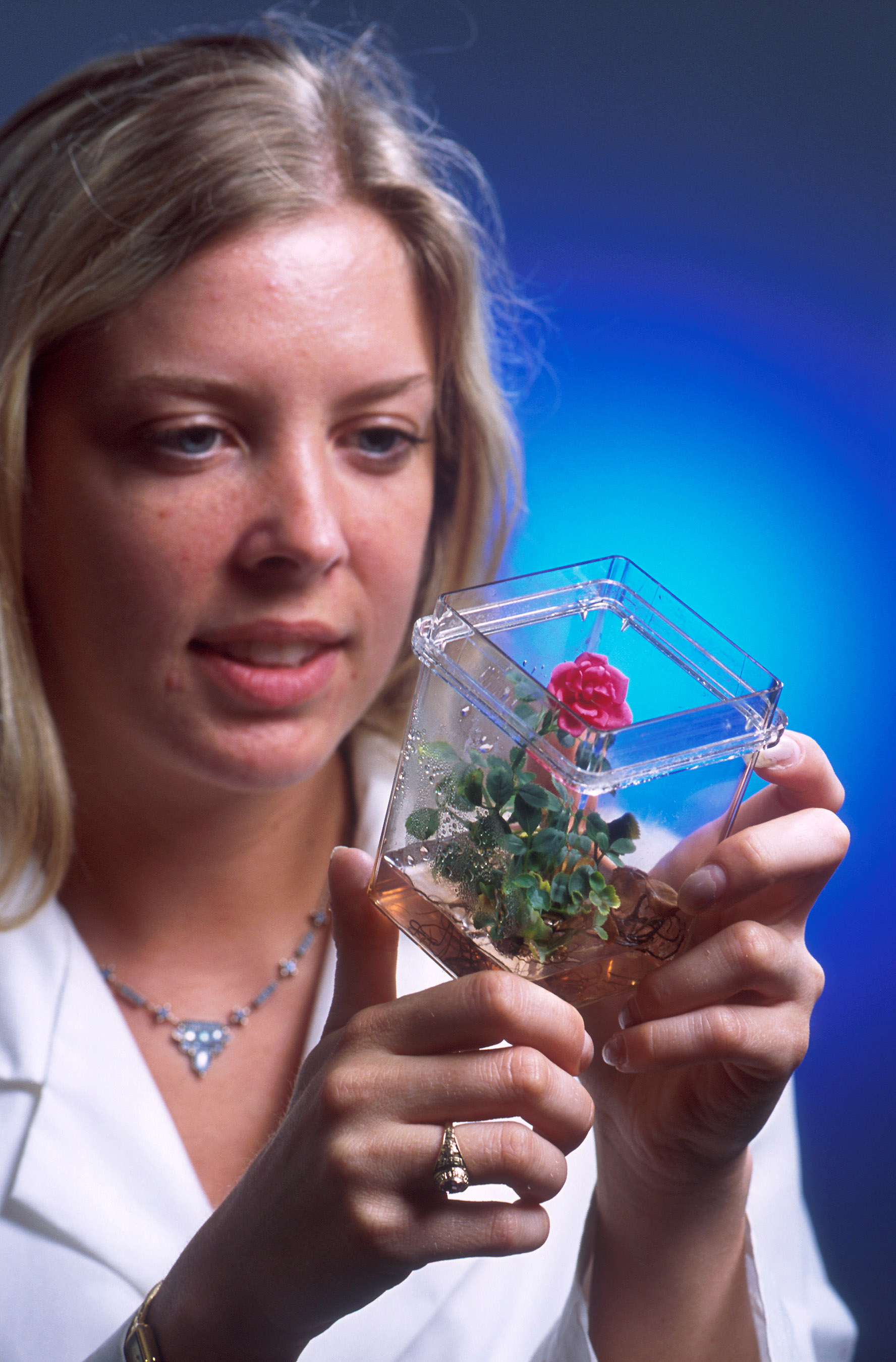
Hoa hồng lớn lên từ một tế bào qua phương pháp nuôi cấy mô

- Tin sinh học (còn gọi là "công nghệ sinh học vàng") là một lĩnh vực liên ngành giải quyết các vấn đề sinh học bằng cách sử dụng các kỹ thuật tính toán, và giúp tổ chức nhanh chóng cũng như phân tích dữ liệu sinh học. Lĩnh vực này cũng có thể được gọi là sinh học tính toán, và có thể được định nghĩa là "sinh học khái niệm hóa theo các phân tử và sau đó áp dụng các kỹ thuật tin học để hiểu và sắp xếp thông tin liên quan đến các phân tử này, trên quy mô lớn."[26] Tin sinh học đóng một vai trò quan trọng trong các lĩnh vực khác nhau, chẳng hạn như genomics chức năng, genom cấu trúc và proteomics, và tạo thành một thành phần quan trọng trong lĩnh vực công nghệ sinh học và dược phẩm.[27]
- Công nghệ sinh học xanh da trời dựa trên việc khai thác tài nguyên biển để tạo ra các sản phẩm và ứng dụng công nghiệp.[28] Chi nhánh công nghệ sinh học này được sử dụng nhiều nhất cho các ngành công nghiệp tinh chế và đốt cháy chủ yếu vào sản xuất dầu sinh học với vi tảo quang hợp.[28][29]
- Công nghệ sinh học xanh lá cây là công nghệ sinh học được áp dụng cho các quy trình nông nghiệp. Một ví dụ sẽ là việc lựa chọn và thuần hóa cây trồng thông qua vi nhân giống. Một ví dụ khác là việc thiết kế các cây chuyển gen để phát triển trong các môi trường cụ thể với sự có mặt (hoặc không có) của hóa chất. Một hy vọng là công nghệ sinh học xanh có thể tạo ra các giải pháp thân thiện với môi trường hơn so với nông nghiệp công nghiệp truyền thống. Một ví dụ về điều này là kỹ thuật của một nhà máy để thể hiện một loại thuốc trừ sâu, do đó chấm dứt nhu cầu ứng dụng thuốc trừ sâu bên ngoài. Một ví dụ về điều này sẽ là ngô Bt. Việc các sản phẩm công nghệ sinh học xanh như thế này có thân thiện với môi trường hơn hay không là một chủ đề tranh luận đáng kể.[28] Nó thường được coi là giai đoạn tiếp theo của cuộc cách mạng xanh, có thể được coi là một nền tảng để xóa đói trên thế giới bằng cách sử dụng các công nghệ cho phép sản xuất nhiều màu mỡ và kháng thuốc hơn, đối với stress sinh học và phi sinh học, đảm bảo áp dụng phân bón thân thiện với môi trường và việc sử dụng thuốc trừ sâu sinh học, nó chủ yếu tập trung vào sự phát triển của nông nghiệp.[28] Mặt khác, một số ứng dụng của công nghệ sinh học xanh liên quan đến vi sinh vật để làm sạch và giảm chất thải.[28][30]
- Công nghệ sinh học màu đỏ là việc sử dụng công nghệ sinh học trong ngành y tế và dược phẩm, và bảo tồn sức khỏe.[28] Chi nhánh này liên quan đến việc sản xuất vắc-xin và kháng sinh, liệu pháp tái tạo, tạo ra các cơ quan nhân tạo và chẩn đoán bệnh mới.[28] Cũng như sự phát triển của hormone, tế bào gốc, kháng thể, siRNA và các xét nghiệm chẩn đoán.[28]
- Công nghệ sinh học trắng, còn được gọi là công nghệ sinh học công nghiệp, là công nghệ sinh học được áp dụng cho các quy trình công nghiệp. Một ví dụ là việc thiết kế một sinh vật để tạo ra một hóa chất hữu ích. Một ví dụ khác là việc sử dụng enzyme làm chất xúc tác công nghiệp để sản xuất các hóa chất có giá trị hoặc phá hủy các hóa chất độc hại / gây ô nhiễm. Công nghệ sinh học trắng có xu hướng tiêu thụ ít tài nguyên hơn các quy trình truyền thống được sử dụng để sản xuất hàng hóa công nghiệp.[31][32]
- "Công nghệ sinh học vàng" dùng để chỉ việc sử dụng công nghệ sinh học trong sản xuất thực phẩm, ví dụ như trong sản xuất rượu vang, phô mai và bia bằng cách lên men.[28] Nó cũng đã được sử dụng để chỉ công nghệ sinh học áp dụng cho côn trùng. Điều này bao gồm các phương pháp dựa trên công nghệ sinh học để kiểm soát côn trùng gây hại, đặc tính và sử dụng các hoạt chất hoặc gen của côn trùng để nghiên cứu, hoặc ứng dụng trong nông nghiệp và y học và các phương pháp khác.[33]
- Công nghệ sinh học xám được dành riêng cho các ứng dụng môi trường, và tập trung vào việc duy trì đa dạng sinh học và khắc phục các chất ô nhiễm.[28]
- Công nghệ sinh học nâu có liên quan đến việc quản lý các vùng đất khô cằn và sa mạc. Một ứng dụng là tạo ra các hạt giống tăng cường chống lại các điều kiện môi trường khắc nghiệt của các vùng khô cằn, có liên quan đến sự đổi mới, tạo ra các kỹ thuật nông nghiệp và quản lý tài nguyên.[28]
- Công nghệ sinh học tím có liên quan đến luật pháp, các vấn đề đạo đức và triết học xung quanh công nghệ sinh học.[28]
- Công nghệ sinh học tối là màu sắc liên quan đến chủ nghĩa sinh học hoặc vũ khí sinh học và biowarfare sử dụng vi sinh vật và độc tố để gây bệnh và tử vong ở người, gia súc và cây trồng.[28][34]

### Y học
Trong y học, công nghệ sinh học hiện đại có nhiều ứng dụng trong các lĩnh vực như khám phá dược phẩm và sản xuất thuốc, pharmacogenomics, và thử nghiệm di truyền (hay sàng lọc di truyền).

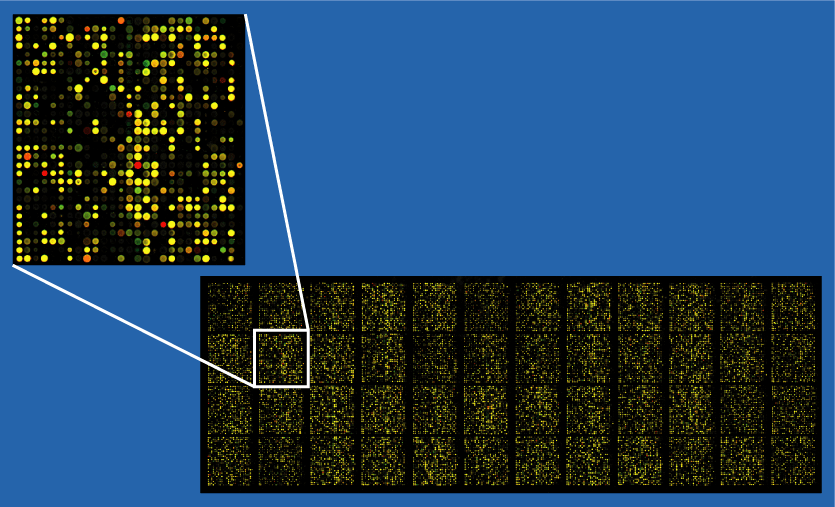
Chip microarray DNA - một số có thể thực hiện tới một triệu xét nghiệm máu cùng một lúc

Pharmacogenomics (sự kết hợp giữa dược lý và genomics) là công nghệ phân tích cách trang điểm di truyền ảnh hưởng đến phản ứng của một cá nhân với thuốc. Các nhà nghiên cứu trong lĩnh vực nghiên cứu ảnh hưởng của biến thể di truyền đến phản ứng thuốc ở bệnh nhân bằng cách tương quan biểu hiện gen hoặc đa hình đơn nucleotide với hiệu quả hoặc độc tính của thuốc. Mục đích của dược động học là phát triển các phương tiện hợp lý để tối ưu hóa điều trị bằng thuốc, liên quan đến kiểu gen của bệnh nhân, để đảm bảo hiệu quả tối đa với các tác dụng phụ tối thiểu. Cách tiếp cận như vậy hứa hẹn sự ra đời của " y học cá nhân hóa "; trong đó thuốc và sự kết hợp thuốc được tối ưu hóa cho cấu trúc di truyền độc đáo của mỗi cá nhân.

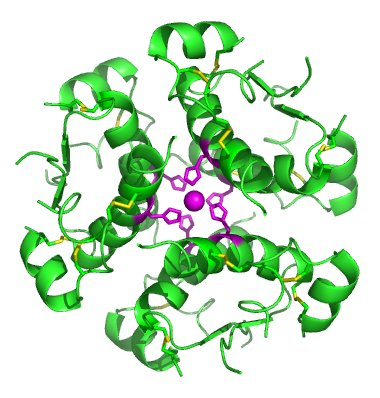
Hình ảnh do hexamer insulin tạo ra trên máy tính làm nổi bật tính đối xứng ba lần, các ion kẽm giữ nó lại với nhau và dư lượng histidine liên quan đến liên kết kẽm.

Công nghệ sinh học đã góp phần phát hiện và sản xuất các loại dược phẩm phân tử nhỏ truyền thống cũng như các loại thuốc là sản phẩm của công nghệ sinh học - biopharmaceutics. Công nghệ sinh học hiện đại có thể được sử dụng để sản xuất các loại thuốc hiện có tương đối dễ dàng và rẻ tiền. Các sản phẩm biến đổi gen đầu tiên là các loại thuốc được thiết kế để điều trị bệnh ở người. Để trích dẫn một ví dụ, vào năm 1978 Genentech đã phát triển insulin nhân tạo tổng hợp bằng cách nối gen của nó với một vectơ plasmid được đưa vào vi khuẩn Escherichia coli. Insulin, được sử dụng rộng rãi để điều trị bệnh tiểu đường, trước đây được chiết xuất từ tuyến tụy của động vật lò mổ (gia súc hoặc lợn). Các vi khuẩn biến đổi gen có thể sản xuất một lượng lớn insulin tổng hợp của con người với chi phí khá thấp. Công nghệ sinh học cũng đã cho phép các phương pháp trị liệu mới nổi như liệu pháp gen. Việc ứng dụng công nghệ sinh học vào khoa học cơ bản (ví dụ thông qua Dự án bộ gen người) cũng đã cải thiện đáng kể sự hiểu biết của chúng ta về sinh học và khi kiến thức khoa học về sinh học bình thường và bệnh tật của chúng ta tăng lên, khả năng phát triển các loại thuốc mới để điều trị các bệnh không thể điều trị trước đây cũng đã tăng lên.
Xét nghiệm di truyền cho phép chẩn đoán di truyền các lỗ hổng đối với các bệnh di truyền và cũng có thể được sử dụng để xác định cha mẹ của một đứa trẻ (mẹ và cha di truyền) hoặc nói chung là tổ tiên của một người. Ngoài việc nghiên cứu nhiễm sắc thể đến mức độ của từng gen, xét nghiệm di truyền theo nghĩa rộng hơn bao gồm các xét nghiệm sinh hóa cho sự hiện diện có thể của các bệnh di truyền, hoặc các dạng gen đột biến liên quan đến tăng nguy cơ phát triển rối loạn di truyền. Xét nghiệm di truyền xác định những thay đổi trong nhiễm sắc thể, gen hoặc protein. Hầu hết thời gian, thử nghiệm được sử dụng để tìm ra những thay đổi có liên quan đến rối loạn di truyền. Kết quả xét nghiệm di truyền có thể xác nhận hoặc loại trừ tình trạng di truyền nghi ngờ hoặc giúp xác định cơ hội phát triển hoặc truyền bệnh của một người. Tính đến năm 2011, hàng trăm xét nghiệm di truyền đã được sử dụng. Vì xét nghiệm di truyền có thể mở ra các vấn đề về đạo đức hoặc tâm lý, xét nghiệm di truyền thường đi kèm với tư vấn di truyền.

### Nông nghiệp
Cây trồng biến đổi gen (hay "cây trồng công nghệ sinh học") là cây trồng được sử dụng trong nông nghiệp, DNA đã được sửa đổi bằng kỹ thuật kỹ thuật di truyền. Trong hầu hết các trường hợp, mục đích chính là giới thiệu một đặc điểm mới không xảy ra tự nhiên trong loài. Các công ty công nghệ sinh học có thể đóng góp cho an ninh lương thực trong tương lai bằng cách cải thiện dinh dưỡng và khả năng tồn tại của nông nghiệp đô thị. Hơn nữa, việc bảo vệ quyền sở hữu trí tuệ khuyến khích đầu tư của khu vực tư nhân vào công nghệ nông nghiệp. Ví dụ, tại Illinois FARM Illinois (Bản đồ thực phẩm và nông nghiệp cho Illinois) là một sáng kiến nhằm phát triển và điều phối nông dân, ngành công nghiệp, tổ chức nghiên cứu, chính phủ và các tổ chức phi lợi nhuận theo đuổi đổi mới thực phẩm và nông nghiệp. Ngoài ra, Tổ chức Công nghiệp Công nghệ sinh học Illinois (iBIO) là hiệp hội ngành khoa học đời sống với hơn 500 công ty khoa học đời sống, trường đại học, tổ chức học thuật, nhà cung cấp dịch vụ và những người khác là thành viên. Hiệp hội mô tả các thành viên của mình là "dành riêng để biến Illinois và vùng Trung Tây xung quanh trở thành một trong những trung tâm khoa học đời sống hàng đầu thế giới." 
Các ví dụ trong cây lương thực bao gồm khả năng kháng một số loại sâu bệnh, bệnh, điều kiện môi trường căng thẳng, kháng với xử lý hóa học (ví dụ như kháng thuốc diệt cỏ ), giảm hư hỏng, hoặc cải thiện hồ sơ dinh dưỡng của cây trồng. Ví dụ trong cây trồng phi thực phẩm bao gồm sản xuất các đại lý dược phẩm, nhiên liệu sinh học, và các hàng hóa hữu ích công nghiệp khác, cũng như xử lý sinh học.
Nông dân đã áp dụng rộng rãi công nghệ biến đổi gen. Từ năm 1996 đến 2011, tổng diện tích đất trồng trọt bằng cây trồng biến đổi gen đã tăng lên gấp 94 lần, từ 17.000 kilômét vuông (4.200.000 mẫu Anh) lên 1.600.000   km 2 (395 triệu mẫu Anh). 10% diện tích đất trồng trọt trên thế giới được trồng bằng cây trồng biến đổi gen vào năm 2010  Tính đến năm 2011, 11 loại cây trồng biến đổi gen khác nhau đã được trồng thương mại trên 395 triệu mẫu Anh (160 triệu ha) tại 29 quốc gia như Mỹ, Brazil, Argentina, Ấn Độ, Canada, Trung Quốc, Paraguay, Pakistan, Nam Phi, Uruguay, Bolivia, Úc, Philippines, Myanmar, Burkina Faso, Mexico và Tây Ban Nha.
Thực phẩm biến đổi gen là thực phẩm được sản xuất từ các sinh vật đã có những thay đổi cụ thể được đưa vào DNA của chúng bằng các phương pháp kỹ thuật di truyền. Những kỹ thuật này đã cho phép đưa ra các đặc điểm cây trồng mới cũng như kiểm soát cấu trúc di truyền của thực phẩm nhiều hơn so với các phương pháp trước đây như nhân giống chọn lọc và nhân giống đột biến. Bán thương mại thực phẩm biến đổi gen bắt đầu vào năm 1994, khi Calgene lần đầu tiên đưa ra thị trường cà chua chín Flavr Savr. Cho đến nay, hầu hết các biến đổi gen của thực phẩm chủ yếu tập trung vào cây trồng có nhu cầu cao của nông dân như đậu tương, ngô, cải dầu và dầu hạt bông. Chúng đã được thiết kế để chống lại mầm bệnh và thuốc diệt cỏ và hồ sơ dinh dưỡng tốt hơn. Chăn nuôi GM cũng đã được phát triển thử nghiệm; vào tháng 11 năm 2013 không có sẵn trên thị trường, nhưng năm 2015, FDA đã phê duyệt cá hồi GM đầu tiên cho sản xuất và tiêu thụ thương mại.
Có một sự đồng thuận khoa học rằng thực phẩm hiện có từ cây trồng biến đổi gen không gây rủi ro lớn hơn cho sức khỏe con người so với thực phẩm thông thường, nhưng mỗi thực phẩm GM cần phải được kiểm tra trên cơ sở từng trường hợp cụ thể trước khi giới thiệu. Tuy nhiên, các thành viên của công chúng ít có khả năng hơn các nhà khoa học nhận thấy thực phẩm biến đổi gen là an toàn. Tình trạng pháp lý và quy định của thực phẩm GM thay đổi theo quốc gia, với một số quốc gia cấm hoặc hạn chế chúng, và các quốc gia khác cho phép chúng với các mức độ quy định khác nhau.
Cây trồng biến đổi gen cũng cung cấp một số lợi ích sinh thái, nếu không sử dụng quá đà. Tuy nhiên, các đối thủ đã phản đối cây trồng biến đổi gen trên một số lý do, bao gồm các mối quan tâm về môi trường, liệu thực phẩm được sản xuất từ cây trồng GM có an toàn hay không, liệu cây trồng biến đổi gen có cần thiết để giải quyết nhu cầu lương thực của thế giới hay không, và những lo ngại về kinh tế do các sinh vật này gây ra theo luật sở hữu trí tuệ.